# Бјан сир Ду
Бјан сир Ду (фр. Byans-sur-Doubs) насеље је и општина у источној Француској у региону Франш-Конте, у департману Ду која припада префектури Безансон.
По подацима из 2011. године у општини је живело 549 становника, а густина насељености је износила 55,4 становника/km². Општина се простире на површини од 9,91 km². Налази се на средњој надморској висини од 297 метара (максималној 522 m, а минималној 223 m).

## Демографија
| 1962. | 1968. | 1975. | 1982. | 1990. | 1999. | 2011. |
| ----- | ----- | ----- | ----- | ----- | ----- | ----- |
| 391   | 451   | 447   | 433   | 549   | 560   | 549   |

График промене броја становника у току последњих година